# کانتون ال تریونفو
کانتون ال تریونفو (به اسپانیایی: Cantón El Triunfo) یک منطقهٔ مسکونی در اکوادور است که در El Triunfo واقع شده‌است.